# Science fiction
Science fiction er en litterær genre, der omfatter fantastisk litteratur og fabelprosa; begrebet blev først benyttet i 1929 af Hugo Gernsback (1884-1967), redaktør for magasinet Science Wonder Stories., men historier som kan betegnes som science fiction har eksisteret helt tilbage til oldtiden. Gernsbacks hensigt var at dramatisere populærvidenskab ved at gøre den fremtidsorienteret; men snart blev betegnelsen så populær, at den kom at omfatte alle typer fantastisk litteratur. Som oftest er handlingen henlagt til fremtiden eller en fjern fortid; men kan også foregå i nutiden eller en nær fortid. Der er ofte tale om fabulerende tematiseringer af (natur)videnskabens resultater, hvor læseren præsenteres for højteknologiske fremtidssamfund, rumrejser, tidsrejser, væsner fra andre kloder, robotter, kunstig intelligens, Jordens undergang o.l.
Genren har efterhånden bredt sig til mange andre medier, fx film, radio, fjernsyn og tegneserier.

## Forkortelser
Science fiction kan både forkortes til sci-fi og sf. Begge har dog deres problemer. Sci-fi blev oprindeligt opfundet som en pendant til "hi-fi", og skulle signalere høj kvalitet. Betegnelsen vandt hurtigt udbredelse i de populære medier. Som resultat deraf fik betegnelsen en negativ association blandt mange fans, der forbandt det med blød science fiction, space opera, eller bare science fiction af lav kvalitet generelt. Det stod i modsætning til "den ægte vare", der enten var hård science fiction eller science fiction af høj kvalitet, og som skulle forkortes "sf". Som en yderligere tvist blev "sf" senere forsøgt omdefineret til at står for spekulative fiction, der omfattede både science fiction og fantasy.

## Undergenrer
Der er en række typer af fortællinger under science fiction-genren, der har fået deres egen betegnelse, og ofte også deres egen fanskare.
1. Alternativ historie eller kontrafaktisk historie er fortællinger, der foregår i vores historiske virkelighed, bortset fra at visse personer eller begivenheder falder anderledes ud.
2. Cyberpunk foregår i den nære fremtid i et samfund, hvor skillelinjen mellem mennesker og maskiner er ved at blive udvisket.
3. Steampunk er typisk fortællinger, der foregår i det videnskabelige miljø i det 19. århundrede, hvor den videnskabelige optimisme var på sit højeste, og den teknologiske udvikling foregik med en hidtil uset fart - men karakteristisk for undergenren er teknologien generelt damp-baseret, ikke elektronisk. Steampunk kan dog også foregå i andre tider og miljøer, men altid ud fra et ikke-elektronisk synspunkt.
4. Space opera er storslåede fortællinger, der foregår med rummet som kulisse, ofte med intergalaktiske imperier, der fødes og dør. Ordet har dog også en vis negativ klang og bruges af nogle til at betegne al science fiction, der ikke er idebaseret.
5. Science fantasy er en blandet genre der inddrager elementer fra både science fiction og fantasy-genren. Det resulterer ofte i en fortælling om en oldgammel civilisation, der lever på en anden planet end Jorden, eller et episk eventyr, der blander magi og overnaturlige hændelser med højteknologi. Af eksempler kan blandt andet nævnes Philip Pullmans Det Gyldne Kompas-trilogi og de historier LEGO pålagte deres Bionicle-serie.

## Generelle betragtninger
På tværs af de etablerede undergenrer er der en række begreber og inddelinger, der ofte bliver brugt i beskrivelse af science fiction.

### Fremtiden
Science fiction foregår ofte – men ikke altid – i fremtiden, og omvendt er langt fra alle historier, det er tidssat i fremtiden, udtryk for science fiction. Hvis ikke samfundet har undergået betydningsfulde ændringer (og således er udtryk for en ekstrapolation), regnes det normalt ikke for science fiction.
Selv når science fiction-historier foregår i fremtiden, handler de sjældent om fremtiden. Science fiction er, når det ikke bare er underholdning, som regel et forsøg på at forstå nutiden snarere end at komme med forudsigelser om fremtiden. Det er en udbredt misforståelse at vurdere science fiction ud fra hvor mange af dens forudsigelser der bliver opfyldt.

### Forholdet til naturvidenskaben
Der skelnes i nogen sammenhænge mellem hård science fiction, hvor den teknologiske udvikling skal holde sig indenfor, hvad samtidens naturvidenskab forventer vil være muligt, og blød science fiction, hvor der ikke er lagt sådanne begrænsninger på den teknologiske udvikling.
I nogen kredse bruges science fiction som synonym for hård science fiction, og blød science fiction kaldes "sci-fi" og regnes for en form for fantasy. At specielt grænsen til fantasy er vanskelig at definere fremgår af forfatterens Arthur C. Clarkes tredje lov "Enhver tilstrækkelig avanceret teknologi kan ikke skelnes fra magi." 

### Idébaseret
I science fictions kerneområde, hvor den adskiller sig mest fra andre genrer i litteraturen, flyttes fokus væk fra personerne og historien og rettes i stedet mod det omgivende samfund. Her vil de ideer, som forfatteren ønsker at udforske, være manifesteret. Det kan ofte være tale om ekstrem ekstrapolering eller opskalering af udviklingstendenser i tiden, men helt nye ideer kan også undersøges litterært på denne måde.
Dette kan være vanskeligt at forholde sig til for en kritiker, som er skolet indenfor personorienteret litteratur. En science fiction forfatter sammenlignede det med at vurdere et landskabsmaleri efter de samme kriterier som et portrætmaleri.
Det er som oftest ideer fra naturvidenskaben og teknologien, der fokuseres på, men i dystopier og utopier er det normalt politiske eller sociale ideer, der udforskes, tit med en klar politisk agenda. Dystopier som 1984 og Fagre Nye Verden har haft stor indflydelse på den politiske diskussion.
Idebaseret science fiction er ofte, men ikke altid, hård science fiction.

### Handling- og personbaseret
I mange science fiction-fortællinger er fokus flyttet fra selve ekstrapoleringen over til mere almengyldige historier med vægt på personer og handling, men hvor science fiction-elementer, som for eksempel en futuristisk teknologi, bruges som ydre ramme for at fortælle en historie fra en anden genre. Således er Star Wars et traditionelt eventyr fortalt med rumskibe og lyssværd, i stedet for sejlskibe og metalsværd.
Ved at flytte handlingen til en verden forskudt i tid eller rum får forfatteren mulighed for at benytte virkemidler, der ville virke fremmede i en mere nutidig og nærværende ramme.
Handlings- og personbaseret science fiction er ofte, men ikke altid, blød science fiction.

### Udefrakommende betragter
Et trick, der ofte benyttes, er at lade fortællingen foregå gennem en person, der er fremmed i den verden, hvor handlingen udspiller sig. På den måde kan det beskrevne samfund ses udefra. Det gør det mere naturligt at bruge plads på at beskrive fænomener, som må virke helt dagligdags for dem, der er opvokset i samfundet. Rejser i tiden, rummet eller i helt andre dimensioner er alle metoder, som kan bruges til at bringe den udefra kommende til den beskrevne verden.
Som oftest lader man en person fra en verden, der ligner vores, komme til en fremmed verden og fungere som tolk for læseren. Det modsatte ses dog også: man kan lade en fremmed komme til vores verden og beskrive vores dagligdag fra en ny vinkel.
Den udefra kommende betragter er især nyttig i idebaseret science fiction, hvor selve samfundet er i fokus. Men den udefrakommende betragter kan også bruges i eskapistisk, handlingsorienteret science fiction, hvor helten udover rollen som tolk også kan fungere som et identifikationsobjekt.

### Samfundskritik
Science fiction er jævnligt blevet benyttet til samfundskritik, eksempelvis ved at ekstrapolere en nutidig tendens og se hvor den kan ende. Eksempler er Kafkas "Processen", eller Orwells "1984 (roman)", i begge tilfælde historier hvor individer undertrykkes som følge af samfund der er bygget op uden hensyn til individerne - og derfor kan ses som kritik af totalitære samfundssystemer.

## Elementer
Der er en række elementer, som optræder i mange science fiction-historier, men sjældent i andre genrer, og som derfor er med til at danne en prototypisk definition af science fiction. Herunder:

Robotter,
androider,
mutanter,
esp (fx telepati, telekinese og clairvoyance),
computere,
kunstig intelligens,
virtual reality,
nanoteknologi,
tidsrejser,
rumskibe,
laservåben,
parallelle dimensioner og
rumvæsener.

## Historie
Der er mange ældre værker fra før genren opstod, der ville kunne rubriceres som science fiction efter dagens normer. For eksempel kunne Dante Alighieris Den guddommelige komedie kaldes en science fiction-trilogi med den tids dominerende videnskab (teologi) som den bærende kraft. Ligeledes kan en politisk satire, hvor fremmede verdener bruges til at kommentere samfundet med, for eksempel Gullivers rejser, også falde under genren. Eller ville have kunnet, hvis de havde været udgivet senere.
Jules Verne og H.G. Wells regnes normalt for at være genrens fædre. Hvor Jules Vernes historier som En verdensomsejling under havet havde karakter af rene eventyr, var H.G. Wells historier som Tidsmaskinen stærke sociale kommentarer.
I mellemkrigstidens USA blomstrede pulpgenren. Det var let læselige og fantastiske romaner, hvoraf mange også faldt ind under science fiction, specielt space opera. Genren fandt i denne periode også vej til de visuelle medier, som for eksempel figuren "Flash Gordon" (dansk: Jens Lyn), der optrådte både som tegneserie og forfilm.
Joseph W. Campell fik i tiden omkring anden verdenskrig sat gang i en strøm af idebaseret og ofte hård science fiction med forfattere som Arthur C. Clarke Isaac Asimov og Robert A. Heinlein.
I 1960'erne begyndte en række forfattere under fællesbetegnelsen "den nye bølge" at skrive science fiction, hvor der i højere grad end tidligere blev lagt vægt på traditionelle litterære værdier.
I 1970'erne udkom (på dansk) de første af en lang række albums med den stærkt actionprægede franske science fiction tegneserie Linda og Valentin (originaltitel Valérian and Laureline), med tekst af Pierre Christin og tegninger af Jean-Claude Mézières.
I 1980'erne indledte William Gibsons roman, Neuromancer, cyberpunk-genren, hvor der blev lagt vægt på forholdet mellem menneske og maskine, beskrevet i samfund, der ikke ligger tidsmæssigt langt fra vores.
I tiden op til (og efter) årtusindskiftet blev tidsperspektivet for megen science fiction kortere og kortere, og mange forfattere som for eksempel Neal Stephenson i Cryptonomicon lod handlingen udspille sig i fortiden.

## Fankultur
I USA er der opstået en særlig subkultur (fandom) omkring science fiction-genren, hvis fans kalder sig fen, og som mødes til messer, kaldet cons (kortform af conventions), hvor de også får mulighed for at møde skaberne. Mange møder op udklædte til disse messer. Mellem messerne holdes kontakten vedlige gennem blade, som er skabt af og for fans (fanzines), og hvor der udover nyheder og rygter også publiceres fanskrevne noveller (fan fiction). Nogle science fiction-forfattere har indledt deres karriere med at skrive fan fiction.
De tre veletablerede science fiction-priser Hugo Award (Hugoprisen), Nebula Award og Locus Award tildeles regelmæssigt fremtrædende forfattere og andre personer indenfor science fiction-genren og er med til at skabe publicity om deres modtagere.
Den generelle sf-fandom har sit primære fokus rettet med den skrevne del af genren, men derudover eksisterer der nogle mere specifikke subkulturer (subsubkulturer?) rettet mod enkelte værker, oftest fra visuelle medier, såsom Star Trek og Star Wars.
Science fiction-subkulturen har i varierende grad både fællestræk, overlapninger, og organisatorisk samarbejde med tilsvarende subkulturer, der er dannet omkring fantasy, anime og manga, samt tegneserier, men den er den ældste og bedst organiserede af disse.
Fankulturen har bredt sig udenfor USA, hvor den især har fundet fodfæste i den engelsktalende del af verden.

## Dansk science fiction
Ludvig Holberg nævnes gerne som proto-science fiction-forfatter med sit utopiske værk Niels Klims underjordiske Rejse (1741). H.C. Andersen skrev egentlig science fiction i form af to eventyr, nemlig Lykkens galocher (1838) og Om årtusinder (1853). Vilhelm Bergsøe udgav en af Jules Verne stærkt inspireret science fiction-novelle kaldet Flyvefisken "Prometheus" i sin novellesamling I Skumringen (1876). Niels Meyn skrev sin første science fiction-roman i samarbejde med A. Klingsey kaldet Med Luftskib til Mars (1911). Denne blev senere fulgt op af egne science fiction-udgivelser med nøjagtig samme plot. Knap så kendt er Valdemar Hanøls racistiske pulp fiction-roman Sølvhjerneskallerne (1930). En tidlig, dansk science fiction-film var Holger-Madsens film Himmelskibet fra 1919 (også kendt som Excelsior), der skildrer en rejse til Mars. Men den mest konsekvente danske science fiction-forfatter var uden tvivl Niels E. Nielsen, der gennem et helt liv skrev dystopiske romaner om verdens undergang en dag i fremtiden pga. menneskets misbrug af teknologi.
Siden har Inge Eriksen, Svend Åge Madsen, Arne Herløv Petersen, Erwin Neutzsky-Wulff og Anders Bodelsen forsøgt sig med genren. Desuden skal Claus Deleurans tegneserie fra 1977 "Rejsen til Saturn" også nævnes. Siden årtusindskiftet har dansk science fiction set en renæssance, og blandt de nye forfattere kan nævnes Lars Ahn Pedersen, Gudrun Østergaard, A.Silvestri, Jesper Goll og Jesper Rugård.